# Juha Riihijärvi
Juha Riihijärvi (født d. 15. december 1969) er en finsk ishockeyspiller hvis foretrukne position på isen er venstre wing. Han spiller i sæsonen 2007-08 for Rødovre Mighty Bulls i Superisligaen. Riihijärvi blev draftet af Edmonton Oilers i 1991 i 12. runde som nr. 254 i alt, men har aldrig spillet i NHL.
Riihijärvi er kendt som en teknisk stærk spiller der gennem hele sin karriere har lavet mange point.
Han har nydt stor succes i både den bedste finske række SM-Liigaen og den bedste svenske række Elitserien. Han har således vundet den finske pointliga én gang (1995-96) og den svenske ditto to gange (1996-97, 1999-2000). Han er den udlænding der har lavet flest point i den svenske eliteserie, en rekord han i øvrigt overtog fra danske Jens Nielsen. På trods af Riihijävis åbenlyse kvaliteter lykkedes det ham aldrig at slå igennem til NHL og han måtte i sin eneste sæson i Nordamerika nøjes med at spille for Edmonton Oilers' farmerhold i AHL. Han har spillet hele 10 sæsoner for Malmö Redhawks, heraf de 9 i Elitserien.
Han har deltaget ved 3 VM-turneringer for Finland samt en gang ved World Cup. Hans seneste optræden på det finske landshold ligger dog helt tilbage i 1996.
Han opnåede i sæsonen 2007-08 at sætte ny rekord i Superisligaen da han lavede mindst ét point for 30. kamp i træk. Dermed overgik han en rekord som indtil da tilhørte Todd Bjorkstrand. Riihijärvi nåede at lave point i 32 kampe i træk inden stimen blev brudt i en kamp mod Nordsjælland Cobras, en kamp som Rødovre i øvrigt vandt 4-0.

## Eksterne links
Statistik fra www.eurohockey.net